# Marco Tardelli
Marco Tardelli (født 24. september 1954 i Careggine, Italien) er en italiensk tidligere fodboldspiller (midtbane/forsvarer) og -træner, der blev verdensmester med Italiens landshold ved VM 1982.

## Karriere
Tardelli spillede størstedelen af sin karriere i hjemlandet, og tilbragte hele 10 år hos Juventus i Torino. Han vandt en lang række titler med klubben, heriblandt fem italienske mesterskaber og to Coppa Italia-titler. Han var også med til at vinde samtlige de tre store europæiske klubturneringer, Mesterholdenes Europa Cup, UEFA Cuppen og Europa Cuppen for Pokalvindere. Han stoppede sin karriere i 1988 efter en sæson hos schweiziske FC St. Gallen.
For det italienske landshold nåde Tardelli at spille 81 kampe, hvori han scorede seks mål. Han blev verdensmester med holdet ved VM 1982 i Spanien, og spillede samtlige italienernes syv kampe i turneringen, herunder finalen mod Vesttyskland, hvor han scorede det ene mål i den italienske sejr på 3-1. Han deltog også ved både VM 1978 i Argentina, VM 1986 i Mexico samt EM 1980 på hjemmebane.

## Titler
Serie A
- 1977, 1978, 1981, 1982 og 1984 med Juventus

Coppa Italia
- 1979 og 1983 med Juventus

Mesterholdenes Europa Cup
- 1985 med Juventus

Europa Cuppen for Pokalvindere
- 1984 med Juventus

UEFA Cup
- 1977 med Juventus

UEFA Super Cup
- 1984 med Juventus

VM
- 1982 med Italien